# Pułk KOP „Snów”
Pułk KOP „Snów” – oddział piechoty Korpusu Ochrony Pogranicza. Dowództwo pułku znajdowało się w miejscowości Snów, w powiecie nieświeskim ówczesnego województwa nowogródzkiego.

## Formowanie i zmiany organizacyjne
Rozkazem dowódcy KOP z 23 lutego 1937 została zapoczątkowana pierwsza faza reorganizacji Korpusu Ochrony Pogranicza „R.3”. Jej wynikiem było między innymi sformowanie pułku KOP „Snów”. W jego skład zostały włączone pododdziały rozformowanej Brygady KOP „Nowogródek”: bataliony „Kleck”, „Stołpce” i „Snów” oraz szwadrony „Kleck” i „Stołpce”, a także kompania saperów „Stołpce”. Pułkowi podporządkowano też stację gołębi pocztowych KOP „Baranowicze”
We wrześniu 1937 w składzie pułku została sformowana bateria artylerii „Kleck”.

## Służba graniczna
W 1937 ustalono dla pułku następujący podział ochranianego odcinka granicy państwowej:
- granica północna: odcinek strażnicy „Bardzie” 5 kompanii granicznej „Stasiewszczyzna” baonu „Stołpce” [wł.]
- granica południowa: odcinek strażnicy „Helenowo” 2 kompanii granicznej „Woronino” baonu „Kleck” [wł.].
- wewnątrz pułku:
  - granica południowa baonu „Stołpce”: odcinek strażnicy „Lozowicze” 2 kompanii granicznej „Siełowicze” [wł].

## Działania pułku w 1939

### Mobilizacja
W marcu 1939 pułk KOP „Snów” zmobilizował 1 pułk piechoty KOP, który przegrupowany został w rejon Żywca i podporządkowany dowódcy Armii „Kraków”.
W tym samym miesiącu zmobilizowane zostały: kompania saperów KOP „Stołpce”, zmotoryzowany pluton saperów KOP „Stołpce” i przegrupowane do rejonu Armii „Łódź”.
W kwietniu 1939 została zmobilizowana bateria artylerii KOP „Kleck”, przegrupowana do rejonu Augustowa i podporządkowana dowódcy SGO „Narew”.
Począwszy od 31 sierpnia, w I rzucie mobilizacji powszechnej, pułk KOP „Snów” sformował 96 pułk piechoty (rezerwowy) w składzie:
- I batalion (batalion KOP „Stołpce”),
- II batalion (batalion KOP „Kleck”),
- III batalion (batalion KOP „Ludwikowo” z Brygady KOP „Polesie”).

Dowódcą 96 pp (rez.) został ppłk Andrzej Bogacz, dotychczasowy dowódca pułku KOP „Snów”.
Natomiast szwadrony kawalerii KOP „Stołpce” i „Kleck” wcielone zostały do 38 Dywizji Piechoty (rezerwowej) jako szwadrony kawalerii dywizyjnej.
Po zakończeniu mobilizacji jednostka odtworzona została w składzie dwóch batalionów jako pułk KOP „Snów” (?Baranowicze). Po odtworzeniu, pułk ochraniał odcinek granicy z ZSRR o długości 132,640 km.

### Walki pułku
Walki o strażnice
Pułk KOP „Snów” dowodzony przez ppłk. Jacka Jurę i ochraniający granicę siłami dwóch baonów granicznych w południowej Nowogródczyźnie, 17 września zaatakowany został przez oddziały Dzierżyńskiej Grupy Konno-Zmechanizowanej komkora Iwana Bołdina, 4 Armii komdiwa Wasilija Czujkowa oraz 16. i 17 Oddziału Wojsk Pogranicznych NKWD. Na kierunku obrony batalionu „Stołpce” nieprzyjaciel zgrupował około 20 baonów piechoty, 12 pułków kawalerii, ok. 920-930 wozów bojowych. Linię strażnic atakowali pogranicznicy z 16 oddziału ochrony pogranicza NKWD i regularne wojska Armii Czerwonej. Załogi stawiły krótkotrwały opór. Do 5:00 zostały zdobyte strażnice „Kolosowo”, „Bardzie”, „Morozowice”. W ręce napastników wpadło 30 obrońców tych dwóch ostatnich strażnic. Załoga strażnicy „Kolosowo" po walce, w której nieprzyjaciel użył artylerii, zdołała wycofać się. W wyniku odniesionych ran zmarł sowiecki dowódca kpt. Jermakow. Strażnica „Smolarnia”, obrzucona granatami, stanęła w płomieniach. Poległo kilku Polaków, 8 dostało się do niewoli. Natomiast strażnica „Świerynowo” została zdobyta o 6:00. Do niewoli dostało się 18 żołnierzy. Po walkach sowieci mieli 6 rannych. 
W trudnej sytuacji znalazł się też baon KOP „Kleck” kpt. Stanisława Zwojszczyka. Na jego odcinku atakowała 8 Dywizja Strzelecka, 29 BPanc oraz części 143 Dywizji Strzeleckiej i pogranicznicy z 17 oddziału ochrony pogranicza NKWD. Stanowiło to łącznie 12 batalionów i około 220 wozów bojowych). Atakujący na południe od Bratkowa sowieccy pogranicznicy do 7:35 opanowali strażnice „Korzeniowszczyzna”, „Bałwań Wielka”, „Ciecierowiec”, „Lubieniec”, „Helenowo” i „Pałowkowicze” (?). Starcia te, w świetle źródeł sowieckich, nie były zbyt krwawe. Załoga strażnicy „Ciecierowiec”, zaskoczona atakiem, mając 1 zabitego i 1 rannego poddała się bez walki. Napastnicy stracili 2 zabitych i 7 rannych, 15 Polaków dostało się do niewoli.
Pomimo dużej przewagi wroga baon KOP „Kleck” kpt. Zwojszczyka w walkach granicznych nie został zniszczony.
Działania w głębi
Wobec miażdżącej przewagi nieprzyjaciela i zniszczenia pododdziałów granicznych, pułk we wczesnych godzinach rannych 17 września odszedł z dotychczasowych miejsc postoju w kierunku zachodnim .
Wycofujący się w kierunku Nowogródka batalion KOP „Stołpce”, prowadził walkę ogniową z maszerującymi równolegle oddziałami sowieckiej 11 Dywizji Kawalerii kombryga Andrieja Nikitina. Około 11:00 część baonu stawiła w okolicy wsi Żukowy Borek nad Niemnem skuteczny opór 145 pułkowi kawalerii mjr. Karpienki z 4 DK. Walka trwała kilka godzin, dowodzenie przejął sam komkor Jeremienko. Dopiero po wprowadzeniu do akcji pułku artylerii polski oddział rozbito, lecz Sowieci ponieśli ciężkie straty. Poległ dowódca oddziału Stepan Filipowicz Gajmakin i kilku czerwonoarmistów, a st. lejtn. Wasilij Iwanowicz Dułkin został śmiertelnie ranny.
Prawdopodobnie część baonu KOP „Stołpce” (lub „Iwieniec”) stoczyła niepomyślną walkę pod wsią Bakszty nad Berezyną z pododdziałem pancernym komisarza Bogomolowa. Inny 40 osobowy oddział KOP z baonu „Stołpce”  został otoczony przez sowieckie czołgi koło parku dworskiego we wsi Szczorse. otoczyły sowieckie czołgi. Pozbawieni broni przeciwpancernej Polacy poddali się. Wkrótce zostali wymordowani przez miejscowych komunistów przy życzliwej neutralności czerwonoarmistów.
Na skutek większej szybkości poruszania się jednostek Armii Czerwonej, resztki sił baonu zostały 20 września okrążone w Mirze i poddały się oddziałom sowieckiej 6 Dywizji Strzeleckiej 10 Armii.
Baon „Kleck” wycofywał się na Krzywoszyn, a potem w kierunku Łunińca. Podczas odwrotu utracił większość taborów. Na mocy rozkazu dowódcy KOP, gen. bryg. Wilhelma Orlik-Rückemanna został podporządkowany Brygadzie KOP „Polesie”. 19 września dotarł do Łunińca. Tu został zreorganizowany i połączył się z baonem „Ludwikowo”. Dowództwo nad połączonymi batalionami objął ppłk Jura. Połączone baony transportem kolejowym wyruszyły w kierunku koncentracji oddziałów KOP w rejon na zachód od rzeki Styr.
Odwrót pułku spowodował, że Sowieci mieli wolną drogę  na tyły wojsk polskich broniących obszaru Polesia. Oddziały 4 Armii komdiwa Czujkowa zwiększyły tempo natarcia, zajmując 19 września Prużanę, a 20 września Kobryń.

## Struktura organizacyjna pułku
Organizacja pułku KOP „Snów” w 1938:
- Dowództwo pułku KOP „Snów”
- batalion KOP „Stołpce”
- batalion KOP „Kleck”
- batalion KOP „Snów”
- szwadron kawalerii KOP „Stołpce”
- szwadron kawalerii KOP „Kleck”
- bateria artylerii lekkiej KOP „Kleck”
- kompania saperów KOP „Stołpce”
- stacja gołębi pocztowych „Baranowicze”

Organizacja pułku KOP „Baranowicze” we wrześniu 1939:
- Dowództwo pułku KOP
- batalion KOP „Stołpce” − ppłk Stanisław Krajewski
- batalion KOP „Kleck” − kpt. Stanisław Zwojszczyk
- stacja gołębi pocztowych „Baranowicze”

## Żołnierze pułku
Dowódcy pułku
- ppłk dypl. Tadeusz Puszczyński (od 1 II 1937)
- ppłk Andrzej Bogacz (28 XI 1938 – IX 1939)
- ppłk Jacek Jura (wrzesień 1939)[6]

Obsada personalna pułku w czerwcu 1939:
- dowódca pułku	– ppłk piech. Andrzej Bogacz
- zastępca dowódcy pułku – ppłk piech. Wojciech Stanisław Wójcik[d].
- I adiutant – kpt. piech. Janusz Wiktor Władysław Korytko[e]
- dowódca łączności – kpt. łącz. Jan Roch Leonowicz[f]
- komendant pow. PW „Stołpce” – kpt. piech. Stefan Sowa[g]
- komendant pow. PW „Nieśwież” – kpt. adm. Stanisław Wyrobiec[h]
- dowódca kompanii saperów KOP „Stołpce” – kpt. sap. Marian Władysław Manikowski[i]
- dowódca szwadronu KOP „Stołpce” – rtm. Stanisław Nakoniecznikoff[j]
- dowódca szwadronu KOP „Kleck"– rtm. Stanisław I Neyman[k]
- dowódca baterii artylerii lekkiej KOP „Kleck” – kpt. art. Zbigniew Józef Nowakowski[l].